# Пауліньо Боя
Пауліньо Енріке Перейра да Сілва або просто Пауліньо Боя (порт. Paulo Henrique Pereira da Silva / Paulinho Bóia; нар. 26 червня 1998, м. Бразиліа, Бразилія) — бразильський футболіст, нападник клубу «Мірассол».

## Клубна кар'єра
Пауліньо – вихованець клубу «Сан-Паулу». 25 січня 2018 року в поєдинку Ліги Пауліста проти «Мірасола» він дебютував за основний склад. 3 червня у матчі проти «Палмейраса» дебютував у бразильській Серії A. На початку 2019 року для отримання ігрової практики Бойя орендовав португальський «Портімоненсі». 20 січня у матчі проти «Боавішти» дебютував у Сангріш-лізі.
Влітку 2019 року був орендований клубом «Сан-Бенту». 17 липня у матчі проти «Корітіби» дебютував у бразильській Серії B. 31 липня у поєдинку проти «Крісіуми» Пауліньо забив свій перший м'яч за «Сан-Бенту».
2020 року повернувся до «Сан-Паулу». 26 липня у поєдинку Ліги Пауліста проти «Гуарані» відзначився своїм першим голом за основний склад. У 2021 році став переможцем Ліги Пауліста. Влітку того ж року Бойя орендували «Жувентуде». 17 червня у матчі проти «Палмейрас» він дебютував за новий клуб. 1 липня у поєдинку проти «Греміо» Пауліньо забив свій перший м'яч за «Жувентуде».
Наприкінці жовтня 2021 року «Металіст» запропонував 1,8 мільйони євро за 100 % трансферних прав Пауліньо. У той же час «Сан-Паулу» намагався залишити за собою відсоток від наступного продажу гравця. Зрештою бразильський клуб погодився продати Бою за вище вказану суму, при цьому 180 тисяч євро із запропонованої суми повинна отримати молодіжна команда «Сан-Паулу». 13 листопада 2021 року Пауліньо був представлений гравцем «Металіста». Гравець продовжував виступати за «Жувентуде» до кінця року, а в січні 2022 року мав приєднатися до харківської команди.

## Статистика виступів

### Клубна
| Сезон             | Команда           | Чемпіонат         | Чемпіонат | Чемпіонат | Нац. кубок | Нац. кубок | Нац. кубок | Конт. кубок | Конт. кубок | Конт. кубок | Інші кубки | Інші кубки | Інші кубки | Загалом | Загалом | Загалом |
| Сезон             | Команда           | Змаг              | Матч      | Голи      | Змаг       | Матч       | Голи       | Змаг        | Матч        | Голи        | Змаг       | Матч       | Голи       | Матч    | Голи    |         |
| ----------------- | ----------------- | ----------------- | --------- | --------- | ---------- | ---------- | ---------- | ----------- | ----------- | ----------- | ---------- | ---------- | ---------- | ------- | ------- | ------- |
| 2018              | «Сан-Паулу»       | А1/СП+A           | 3+2       | 0         | КБ         | 2          | 0          |             | −           | −           |            | −          | −          | 7       | 0       |         |
| 2018–2019         | «Портімоненсі»    | ПЛ                | 5         | 0         | КП+КПЛ     | 0          | 0          |             | −           | −           |            | −          | −          | 5       | 0       |         |
| 2019              | «Сан-Бенту»       | А1/СП+B           | 0+25      | 3         |            | −          | −          |             | −           | −           |            | −          | −          | 25      | 3       |         |
| 2020              | «Сан-Паулу»       | А1/СП+А           | 3+13      | 1+0       | КБ         | 2          | 0          | КЛ          | 4           | 0           |            | −          | −          | 22      | 1       |         |
| 2021              | «Сан-Паулу»       | А1/СП+А           | 0         | 0         | КБ         | 0          | 0          | КЛ          | 2           | 0           |            | −          | −          | 2       | 0       |         |
| 2021              | «Жувентуде»       | А1/СП+А           | 0+7       | 0+1       | КБ         | 0          | 0          |             | −           | −           |            | −          | −          | 7       | 1       |         |
| Усього за кар'єру | Усього за кар'єру | Усього за кар'єру | 58        | 5         |            | 4          | 0          |             | 6           | 0           |            | −          | −          | 68      | 5       |         |

## Досягнення
«Сан-Паулу»
- Ліга Пауліста
  -  Чемпіон: 2021